# Faustball-Pazifik-Asienmeisterschaft 2018
Die 2. Faustball-Pazifik-Asienmeisterschaft der Männer fand vom 21. und 24. November 2018 in der australischen Metropole Melbourne statt.
Australien war erstmals Ausrichter einer Faustball-Pazifik-Asienmeisterschaft. Organisiert wurde die Veranstaltung von der Fistball Federation of Australia (FiFA) mit Unterstützung der International Fistball Association (IFA) und der Asia-Pacific Fistball Association (APFA).
Titelträger bei der erstmaligen Austragung 2014 in Lahore (Pakistan) und damit Titelverteidiger war die Faustballnationalmannschaft Pakistans. Sie trat in Australien aber nicht an. Den Titel sicherte sich das Nationalteam aus Neuseeland, das zum ersten Mal teilnahm und Gastgeber Australien im Endspiel mit 4:3 bezwang.

## Teilnehmer
Vier Nationen nahmen an den Titelkämpfen in Australien teil. Australien und Indien nahmen bereits bei der ersten Austragung 2014 in Pakistan teil. Für Neuseeland und Samoa war es die erste Teilnahme an Pazifik-Asienmeisterschaften.
| Teilnehmer |
| ---------- |
| Australien |
| Indien     |
| Neuseeland |
| Samoa      |

## Spielplan
Die Meisterschaften wurden zunächst in einer Vorrunde mit den vier teilnehmenden Nationen ausgetragen. Der Gruppensieger spielte dann sein Halbfinale gegen den Gruppenvierten, der Gruppenzweite traf auf den Dritten der Vorrundengruppe.

### Vorrunde
| Donnerstag, 22. November 2018 |            |   |            |                                                 |
| 1                             | Australien | – | Samoa      | 4:0 (11:6, 11:5, 11:6, 11:5)                    |
| 2                             | Neuseeland | – | Samoa      | 4:1 (11:6, 11:8, 13:15, 11:6, 11:6)             |
| Freitag, 23. November 2018    |            |   |            |                                                 |
| 3                             | Indien     | – | Neuseeland | 0:4 (4:11, 9:11, 7:11, 6:11)                    |
| 4                             | Australien | – | Indien     | 4:0 (11:5, 11:5, 11:8, 11:4)                    |
| 5                             | Indien     | – | Samoa      | 4:0 (11:9, 11:5, 15:13, 11:6)                   |
| 6                             | Australien | – | Neuseeland | 3:4 (11:5, 11:4, 11:7, 8:11, 9:11, 12:14, 3:11) |

| Pl. | Team       | Sp. | Sätze | Pkt. |
| --- | ---------- | --- | ----- | ---- |
| 1   | Neuseeland | 3   | 12:4  | 6    |
| 2   | Australien | 3   | 11:4  | 4    |
| 3   | Indien     | 3   | 4:8   | 2    |
| 4   | Samoa      | 3   | 1:12  | 0    |

### Halbfinale
| Samstag, 24. November 2018 |            |   |        |                                     |
| 7                          | Neuseeland | – | Samoa  | 4:1 (11:6, 11:9, 11:8, 8:11, 12:10) |
| 8                          | Australien | – | Indien | 4:0 (11:5, 11:4, 11:3, 11:2)        |

### Platz 3
| Samstag, 24. November 2018 |       |   |        |                                      |
| 9                          | Samoa | – | Indien | 1:4 (12:14, 6:11, 11:6, 11:13, 8:11) |

### Endspiel
| Samstag, 24. November 2018 |            |   |            |                                                   |
| 10                         | Neuseeland | – | Australien | 4:3 (3:11, 15:13, 7:11, 11:9, 6:11, 12:10, 12:10) |

## Austragungsort
Ausgetragen wurden die Wettbewerbe der Männer und Frauen auf dem Fußballplatz Kevin Bartlett Sporting & Rec Complex.

## Endergebnis
| Platz | Land       |
| ----- | ---------- |
| 1.    | Neuseeland |
| 2.    | Australien |
| 3.    | Indien     |
| 4.    | Samoa      |